# Cantone di Eloy Alfaro
Il cantone di Eloy Alfaro è un cantone dell'Ecuador che si trova nella provincia di Esmeraldas.
Il capoluogo del cantone è Valdez.